# Peng Chun Chang
Peng Chun Chang (P. C. Chang (chinesisch 張彭春, Pinyin Zhāng Péngchūn, W.-G. Chang1 P'eng2-ch'un1); * 22. April 1892 in Tianjin, China; † 19. Juli 1957 in Nutley, New Jersey) war ein chinesischer Philosoph, Schauspieler, Diplomat und Menschenrechtsaktivist.
Er war der jüngere Bruder von Chang Po-ling, dem Gründer der Nankai-Universität in Tianjin.

## Leben
Chang erwarb 1913 seinen Bachelor of Arts an der Clark University in Worcester. Seinen Ph.D. bekam er 1924 von der Columbia University, wo er bei dem Lehrer und Philosophen John Dewey studierte. Nach seinem Abschluss kehrte er nach China zurück und wurde Professor an der Nankai-Universität in Tianjin. Dort unterrichtete er viele Jahre Philosophie und wurde Experte des traditionellen chinesischen Dramas. Er wurde Mitglied des Kreises um Mei Lanfang, eines der wichtigsten Interpreten der Chinesischen Oper. In den 1930er Jahren leitete er eine Tour des klassischen chinesischen Theater in Nordamerika, desgleichen 1935 durch die Sowjetunion.
Mit dem Beginn des chinesisch-japanischen Krieges schloss er sich 1937 dem Widerstand in Nankai an. Als die Japaner die Stadt erreichten, floh er als Frau verkleidet aus der Stadt. Er wurde von der chinesischen Regierung beauftragt, in Europa und Amerika das Nanking-Massaker bekannt zu machen. Später unterrichtete er an der Universität Chicago.
Er wurde von der Chinesischen Regierung zum Vollzeit-Diplomaten ernannt. Als solcher vertrat er China von 1940 bis 1942 in der Türkei, anschließend in Chile. Auch dort zeigte er sich als begeisterter Vertreter für die Chinesische Kultur. Er hielt in der Türkei zahlreiche Vorträge über die gegenseitige Beeinflussung von chinesischer und islamischer Kultur sowie zum Verhältnis von Konfuzianismus und Islam. Nach dem Krieg wurde er als chinesischer Vertreter zur UN geschickt. Dort war er Delegierter in der Konferenz zur Universal Declaration on Human Rights. Chang hatte eine Herzerkrankung und musste sich aus gesundheitlichen Gründen 1952 zurückziehen. Er starb 1957 in Nutley.
Chang war verheiratet und hatte mehrere Kinder.

### Philosophie und Menschenrechte
Chang wurde als ein wahrer Renaissance-Mensch beschrieben. Es war Schauspieler, Musiker und Diplomat; Liebhaber traditioneller chinesischer Literatur und Musik, Experte in westlicher und islamischer Kultur. Seine Philosophie basiert stark auf den Lehren des Konfuzius.
Auf der ersten Sitzung des Wirtschafts- und Sozialrat der Vereinten Nationen (ECOSOC) zitierte er Mencius und beschrieb das Ziel als Menschen mit Güte zu regieren. Er argumentierte, dass viele westliche Rechtsgelehrte in Wirklichkeit von chinesischen Ideen geleitet wurden. In der Generalversammlung von 1948 sagte er: „Im 18. Jahrhundert, als fortschrittliche Ideen wie Menschenrecht zum ersten Mal in Europa populär wurde. Übersetzungen chinesischer Philosophen wurden bekannt und inspirierten Denker wie Voltaire, Quesnay und Diderot in ihrem humanistischen Kampf gegen den Feudalismus.“
Dem Entwurfskomitee zur Allgemeinen Erklärung der Menschenrechte diente er als effektiver Vertreter Asiens und Mediator, wenn die Verhandlungen wieder in einer Sackgasse waren. Er war stellvertretender Vorsitzender der ursprünglichen UN Commission on Human Rights. Ferner war er Vertreter der Republik China und entscheidender Mitarbeiter an der Allgemeine Erklärung der Menschenrechte. Chang und der libanesische Philosoph und Diplomat Charles Malik teilten viele Ideale und stritten heftig, wo und wie diese in diesem Dokument zu erfassen seien. Die Diskussionen waren zum Teil so heftig, dass einige Delegierte den Eindruck gewannen, dass die beiden sich hassen würden.
Chang argumentierte, dass die moderne Welt von den chinesischen Philosophen Mencius lernen sollte, nicht weil er Chinese war, sondern weil seine Ideen eine universelle Bedeutung haben.

### Werke
- 1936, China at the Crossroads: The Chinese Situation in Perspective